# Zagora (província)
A província de Zagora é uma subdivisão da região de Souss-Massa-Drâa de Marrocos, situada na parte sudeste do país. Tem 22 215 km² de área e em 2004 tinha 283 368 habitantes (densidade: 12,8 hab./km²). No mesmo ano, 15% dos habitantes viviam em áreas urbanas e   85% em áreas rurais.

## Comunas
| Comuna               | Tipo                    | População (2004) |
| -------------------- | ----------------------- | ---------------- |
| Zagora               | comuna urbana (capital) | 34 851           |
| Afella N'Dra         | comuna rural            | 7 170            |
| Afra                 | comuna rural            | 8 317            |
| Agdz                 | comuna urbana           | 7 951            |
| Ait Boudaoud         | comuna rural            | 5 293            |
| Bleida               | comuna rural            | 4 640            |
| Bni Zoli             | comuna rural            | 18 399           |
| Bouzeroual           | comuna rural            | 10 060           |
| Errouha              | comuna rural            | 9 492            |
| Fezouata             | comuna rural            | 8 281            |
| Ktaoua               | comuna rural            | 11 157           |
| M'Hamid              | comuna rural            | 7 764            |
| Mezguita             | comuna rural            | 8 234            |
| N'Kob                | comuna rural            | 6 782            |
| Oulad Yahia Lagraire | comuna rural            | 10 621           |
| Taftechna            | comuna rural            | 4 787            |
| Taghbalte            | comuna rural            | 8 867            |
| Tagounite            | comuna rural            | 17 553           |
| Tamegroute           | comuna rural            | 19 560           |
| Tamezmoute           | comuna rural            | 10 462           |
| Tansifte             | comuna rural            | 12 110           |
| Tazzarine            | comuna rural            | 13 721           |
| Ternata              | comuna rural            | 14 185           |
| Tinzouline           | comuna rural            | 13 462           |